# Sara Hebe
Sara Hebe est une chanteuse et compositrice argentine de hip-hop, qui se définit comme féministe,.

## Biographie
Sara Hebe vient au hip-hop après une formation en théâtre et en danse. Elle commence à composer de manière autodidacte en 2007, créant des paroles et des mélodies sur des rythmes qu'elle trouvait sur Internet. Elle crée ainsi des esquisses de ce qui allait devenir son premier album, La hija del loco, sorti à la fin de 2009. Depuis, Sara Hebe se produit dans d'innombrables spectacles de Buenos Aires et dans tout l'Argentine, ainsi que sur diverses scènes d'Amérique du Sud.
En janvier 2010, elle est invitée par le Free Culture Collective du Forum social mondial de Porto Alegre à apporter sa musique au Brésil et à participer à la réunion. En octobre de la même année, elle est également invitée par le collectif Hip Hop Revolución de Caracas, au Venezuela, à représenter l'Argentine au 5e sommet international du hip-hop.
En avril 2012, elle présente son deuxième album Puentera, produit de manière indépendante avec Ramiro Jota, son coéquipier en studio et sur scène. En 2016, elle compose le morceau principal de la bande originale de la série El Marginal avec Juan Minujín et diffusée par TV Pública.

## Discographie
- 2009 : La hija del Loco[5],[6]
- 2012 : Puentera[7]
- 2015 : Colectivo Vacío
- 2017 : Sara Hebe (compilation)[8]
- 2019 : Politicalpari
- 2022 : Sucia Estrella